# Potkraj (Donji Vakuf, BiH)
Potkraj je naseljeno mjesto u općini Donji Vakuf, Federacija Bosne i Hercegovine, BiH.
Nalazi se južno od Donjeg Vakufa, kod Prusca.

## Stanovništvo

### 1991.
Nacionalni sastav stanovništva 1991. godine, bio je sljedeći:
ukupno: 108
- Hrvati - 82
- Muslimani - 24
- Jugoslaveni - 1
- ostali, neopredijeljeni i nepoznato - 1

### 2013.
Nacionalni sastav stanovništva 2013. godine, bio je sljedeći:
ukupno: 58
- Bošnjaci - 41
- Hrvati - 14
- ostali, neopredijeljeni i nepoznato - 3

## Vanjske poveznice
- Satelitska snimka  Arhivirana inačica izvorne stranice od 5. ožujka 2021. (Wayback Machine)